# Aa (fleuve)
Pour les articles homonymes, voir Aa et Aa (hydrologie).
Cet article concerne le fleuve côtier de France. Pour le fleuve de Lettonie, également appelé Aa de Courlande, voir Lielupe.
L'Aa (masculin) (picard : Abbe) est un fleuve côtier du nord de la France, dans la région Hauts-de-France, qui se jette dans la mer du Nord. Pour partie canalisé, il traverse les villes de Saint-Omer et Gravelines.

## Hydronymie
Le nom du cours d'eau est attesté sous les formes Agnona en 648, Agniona en 723, Ennena en 828.
L'Aa était au Moyen Âge désigné par le nom d'Enula, qui aurait dérivé en Enela (Malbrancq[Quoi ?]), et a donné son nom à des chenaux et des petits cours d'eau près de Gravelines s'appelant Enna, Grand Dena[réf. obsolète] ou  encore Denna.
L'hydronyme Aa est d'origine germanique et se rattache au proto-germanique *ahwō « eaux, rivière », dont sont issus l'anglo-saxon ēa « eau, cours d'eau, rivière », le vieux norrois á (islandais á) « cours d'eau, rivière » et le néerlandais aa « eau, cours d'eau »,.

## Géographie

### Le cours du fleuve
L’encyclopédie méthodique de géographie moderne (1782) présente l'Aa comme suit :
« AA, rivière des Flandres, qui prend sa source dans le Boulonnais, passe à Saint-Omer, au-dessus de laquelle elle forme les marais où sont les îles flottantes, se divise en trois branches, dont la droite, dite Haute-Colme, fournit aux canaux de diverses villes de Flandres, telles que Bourbourg, Mardyck, Dunkerque. La gauche se rend dans le canal de Calais ; celle du milieu, qui garde son nom, se dirige sur Gravelines, et se jette un peu au-dessus dans la mer, après un cours d'environ 14 lieues. Le nom de cette rivière, qui est commun à d'autres en Suisse, en Allemagne, dans les Pays-Bas & dans la Livonie, est une dégradation du mot latin aqua. »
La longueur de son cours d'eau est de 89 km (55,7 + 33).

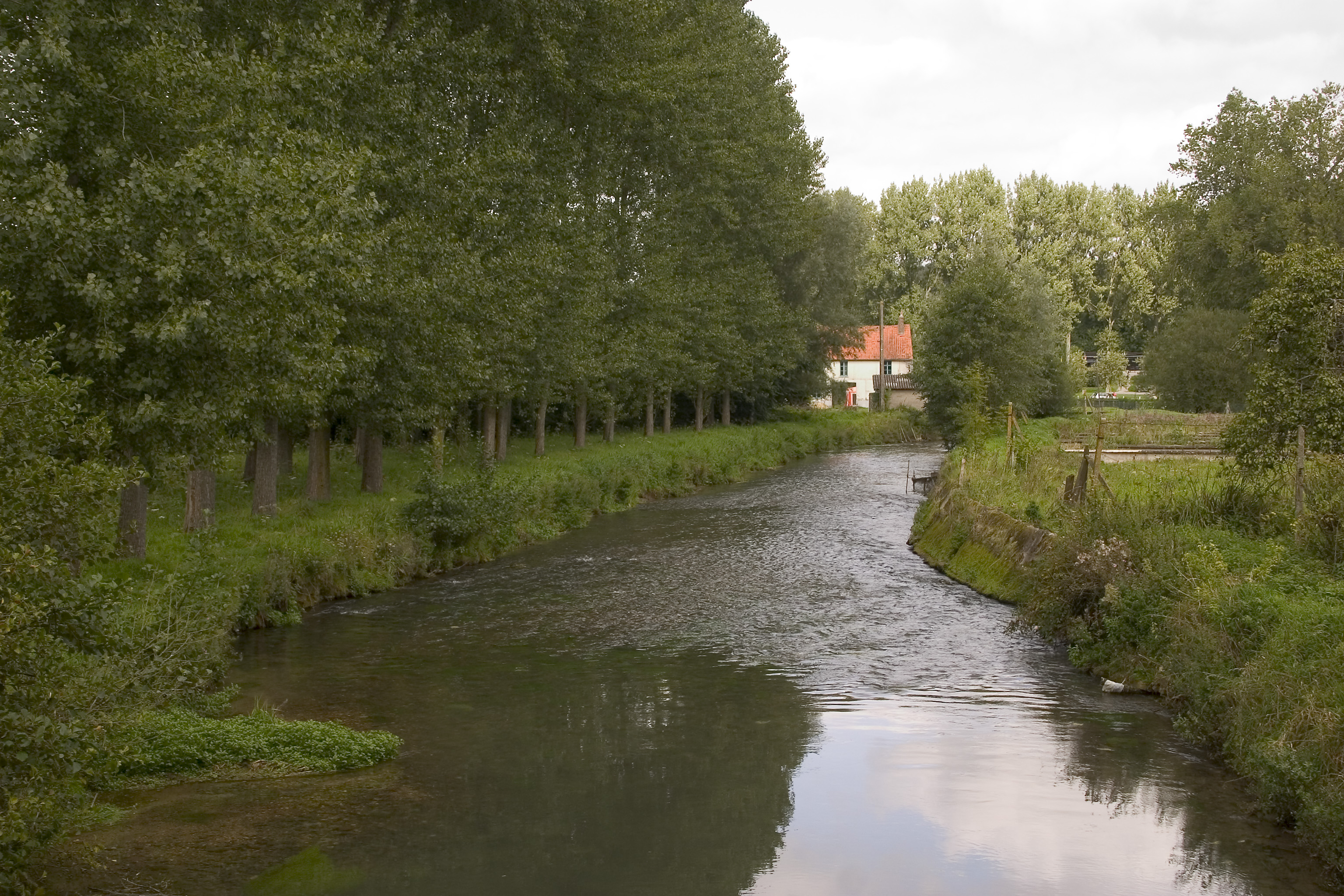
L'Aa à Merck-Saint-Liévin.

L'Aa prend sa source dans les collines de l'Artois à Bourthes et se jette dans la mer du Nord à Gravelines après avoir traversé et drainé le marais audomarois.
Ce petit fleuve sert de frontière entre les départements du Nord et du Pas-de-Calais sur une partie de son cours. Ses principaux affluents sont le Bléquin, le Thiembronne.
Le cours de l'Aa comprend trois parties principales :
- la Haute Aa entre Bourthes et Arques sur environ 40 km, n'est pas navigable. Un accident géologique, dû à la tectonique de socle, fait que l'Aa forme entre Lumbres et Arques un coude spectaculaire, passant d'un tracé orienté ouest-est vers un tracé sud-nord, le cours tombant quasiment au niveau de la mer[11] ;
- le marais audomarois, cuvette de près de 4 000 ha de marais cultivés. À Arques, le cours d'eau devient navigable, une écluse, l'ascenseur à bateaux des Fontinettes, permettant de franchir un dénivelé important et d'être relié au canal de Neufossé. Le canal de l'Aa traverse sur environ 10 kilomètres le marais audomarois du sud au nord ;
- la Basse Aa entre Watten et Gravelines traverse sur environ 30 km la plaine maritime pour se jeter dans la mer du Nord à Gravelines.

### Bassin versant

Bassins versants des fleuves du Nord-Pas-de-Calais (en rouge, celui de l’Aa)

L'ensemble du bassin versant couvre sur une surface de 1 215 km2 une partie du Haut-Pays ou Artois, l'Audomarois, et sépare la Plaine Maritime Flamande du Calaisis.
Le bassin versant de l'Aa correspond dans sa partie amont à une des zones les plus pluvieuses de la région Hauts-de-France. La Haute Aa est alimentée par la nappe de la craie, bénéficiant d'un régime naturel sur une pente assez forte, entaillant parfois la craie et même le socle primaire. La Haute Aa passe ainsi en 40 kilomètres d'une altitude de 122 mètres à Bourthes à 11 mètres à Arques (pente moyenne de 2,22 pour mille). À Lumbres, le Bléquin joint ses eaux à l'Aa qui forme un coude à angle droit vers l'est, puis part brusquement vers le nord à Arques, à cause de la tectonique des blocs. À Blendecques, l'Aa se sépare entre Haute Meldyck et Basse Meldyck, premières tentatives de canalisation du cours du fleuve au Xe siècle. À Arques, la Haute Meldyck suit le canal de Neufossé, tandis que la Basse Meldyck rejoint la déviation de Saint-Omer du canal de Neufossé.

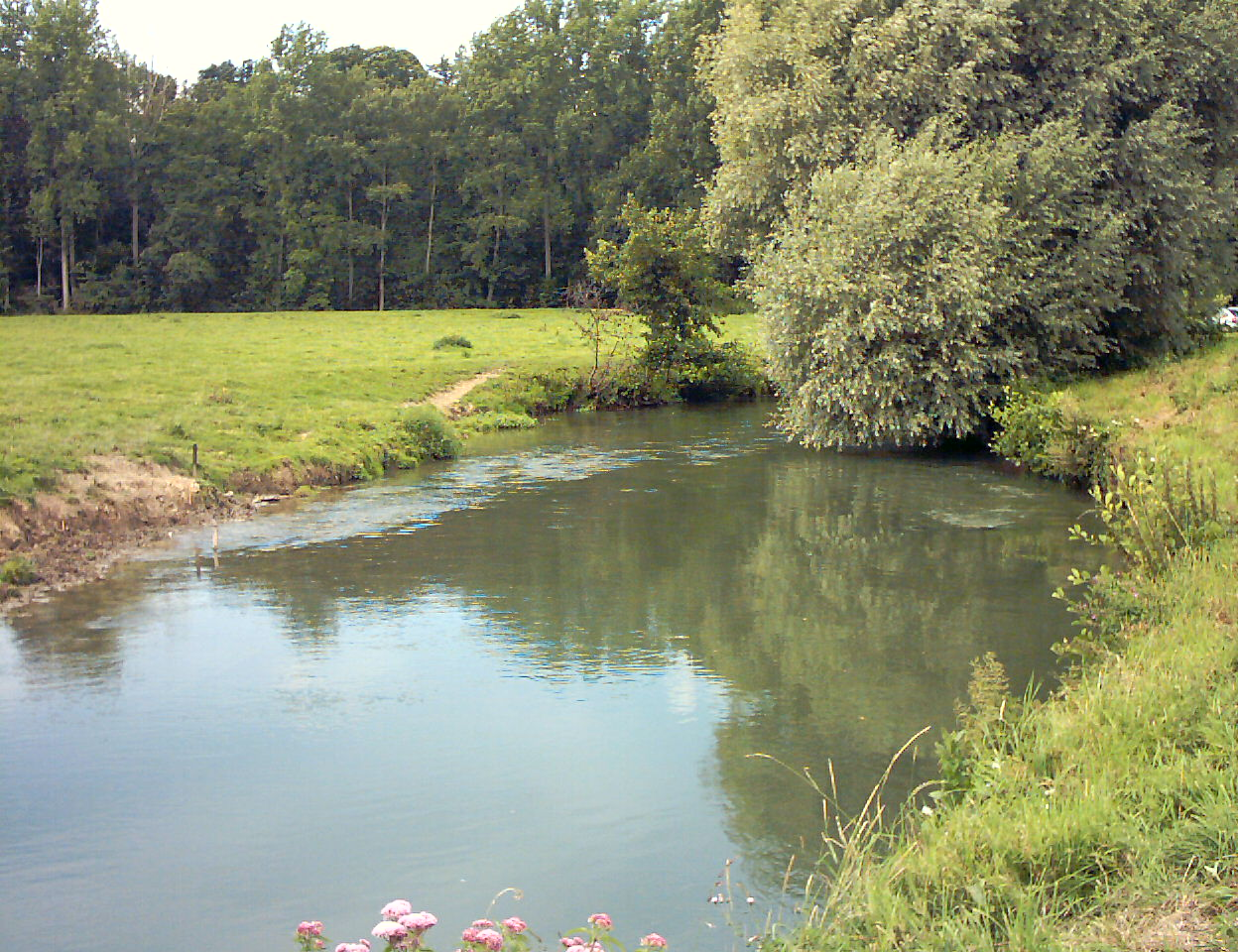
Un des bras de l'Aa à Arques (Basse-Meldyck).

À la sortie de Saint-Omer, les deux canaux ne font plus qu'un : le canal de l'Aa traverse alors le marais audomarois en pente très douce, voire quasi nulle (4 mètres d'altitude environ). C'est une zone de marais, irriguée par un réseau de watergangs (fossés), géré par l'Institution Interdépartementale des Wateringues. La rivière de la Houlle est le principal affluent du côté Artois. L'Aa étant principalement alimentée dans le marais par des affluents venant de l'Artois (ouest), le fleuve s'est déplacé côté Flandre (est), d'où l'importance de sites d'accostages tels que Saint-Momelin ou Watten à l'Antiquité.
Après le passage du goulet de Watten-Eperlecques, le canal de l'Aa entre dans la plaine maritime, qui correspond à l'ancien delta de l'Aa.
À Watten, l'Aa se sépare en trois branches, le canal de la Haute-Colme vers Dunkerque, le canal de Calais qui reçoit les eaux de la rivière La Hem, et l'Aa canalisé vers Gravelines.
L'estuaire : Il est aujourd'hui très artificialisé[pas clair]. Un canal y a été creusé pour en limiter l'envasement. Voici comment F.J. Grille décrit l'estuaire en 1825 :
« Le port est plein de vase, et des bancs se forment à son entrée. Une écluse, placée au bas de la citadelle (construite en 1699 par Vauban), devait, par le moyen des eaux de la rivière de l'Aa, chasser les sables et débarrasser le passage ; mais le port fait un coude ; le chenal a une lieue de long, et l'eau de l'écluse, quelle que soit sa force, n'en a point assez pour entraîner, dans une si grande étendue, tous les obstacles qui s'offrent devant elle. Dans sa chute, elle creuse en certains endroits 5 dans d'autres, elle élève la terre, et elle augmente ainsi le mal qu'elle était appelée à diminuer. ». À l'époque, alors que les stations d'épuration n'existaient pas, FJ Grille en devançant les hygiénistes  estime que ces envasements contribuaient à la mauvaise santé des habitants qu'on attribuait aux marécages (il écrit : On était jadis à Gravelines sujet à des fièvres gastriques qui disparurent par l'effet du canal creusé jusqu'à la mer ; mais elles reviendront si on le néglige. Nous disons confidemment aux dames qu'ici les couches sont difficiles, et que le tems [temps] critique y devient parfois calamiteux).
Le même auteur ajoute au chapitre sur Gravelines : « Les bords de l'Aa sont fertiles ; l'eau qui se précipite par l'écluse sur le pont de laquelle on passe à la marée basse, forme une chute rapide et écumante qui, si elle ne produit pas le résultat que les ingénieurs en voulaient obtenir, offre du moins au peintre et au curieux des effets assez pittoresques » (p. 106).
L'Institution interdépartementale des Wateringues gère depuis 1974 l'évacuation des eaux vers la mer, notamment pour l'Aa la première et la septième section (Audomarois). Le Schéma d'aménagement et de gestion des eaux Audomarois correspond au bassin versant de l'Aa de Bourthes à Watten. Il couvre 662 km2, comprend 96 500 habitants répartis sur 72 communes. Le Schéma d'aménagement et de gestion des eaux du Delta de l'Aa comprend le cours du fleuve sur les communes comprises entre Watten et la mer du Nord, dans l'ancien golfe de l'Aa. Il couvre 1 208 km2, comprend 400 000 habitants répartis sur 103 communes.

### Organisme gestionnaire
L'organisme gestionnaire est le SmageAa ou Syndicat mixte pour l'aménagement et la gestion des eaux de l'Aa. Le territoire du SmageAa ; depuis ses sources à Bourthes (62) à l’exutoire du marais audomarois à Watten (59), couvre environ 665 km2, irrigué et drainé par 120 km de cours d’eau dont l’Aa et ses affluents puis le marais audomarois qui couvre 3 700 ha de terres, zones humides et eaux.

## Affluents
L'Aa non canalisée (rivière) a dix-neuf tronçons affluents référencés. Son seul affluent de plus de dix kilomètres de longueur est le Bléquin (rg), 16 km avec trois affluents dont deux de rang de Strahler.
Six autres affluents ont un rang de Strahler de deux (supérieur à un donc avec au moins un affluent) :
- le ruisseau du Marais (rg), 8 km
- Thiembronne (rg), 8 km
- le ruisseau de Campagnette (rg), 6 km
- la Becque (rg), 2 km
- le watergang liene (rd), 1 km
- la rivièrette de Wizernes 1 km, bras droit de l'Aa

Les autres affluents de rang de Strahler un et de longueur inférieure à six kilomètres sont :
- le Bout des Rues (5 km)
- la Pourchinte (4 km)
- Setques (3 km)
- le Houvoy (3 km)
- le Catelet (2 km)
- Ouve-Wirquin (2 km)
- la Pourchinte (2 km)
- Valtencheux (2 km)
- Verchocq (2 km)
- Houvoy (1 km)

L'Aa canalisé (fleuve) possède quant a lui quatorze tronçons affluents référencés:
- Rivière Aa (56 km)
- Rivière d'Oye (14 km)
- Schelvliet (12 km)
- Tiret (à ne pas confondre avec la Hem)(10 km)
- Watergang du Chemin Vert (7 km)
- Rivière du Ham (6 km)
- Houlle (5 km)
- Moerelak (5 km)
- Watergang du ruth (4 km)
- Reninghe (3 km)
- Densification de la base toponyme hydrographique inconnu (2 km)
- Rivière la bombe (1 km)
- Rivière d'oye (1 km)
- Le grand drack (0 km)

### Rang de Strahler
Le rang de Strahler de l'Aa (rivière) est de trois.

## Hydrologie
L'Aa a un débit moyen de 10 m3/s. Il est de 4,85 m3/s à Wizernes. Le bassin versant est sous l'influence du climat océanique, avec une moyenne de précipitations annuelles allant de 1 000 mm en amont à 800 mm en aval du fleuve. La partie amont est plus pluvieuse du fait de sa proximité des reliefs (d'environ 200 mètres d'altitude) de l'Artois et du Boulonnais.
On peut interroger une banque de données sur les stations hydrométriques de l'Aa en consultant le site hydro.eaufrance.fr. Elle permet, par exemple, de savoir que les bassins versants sont :
- à Wizernes de 392 km2 ;
- à Lumbres de 317 km2 ;
- à Fauquembergues de 143 km2.

Son régime hydrologique est dit pluvial océanique.

## Histoire du cours d'eau

### À la Préhistoire
Un auteur ancien (A. Briquet) a estimé (par des observations personnelles) que l'Aa, à une époque très ancienne, s'écoulait vers la Lys par la vallée de Neuffossé (vallée sèche de Neuffossé, bordée par les terrasses de Neuffossé, explorée par le Dr Pontier) vers le SE, au lieu de s'écouler comme aujourd'hui vers le NW.

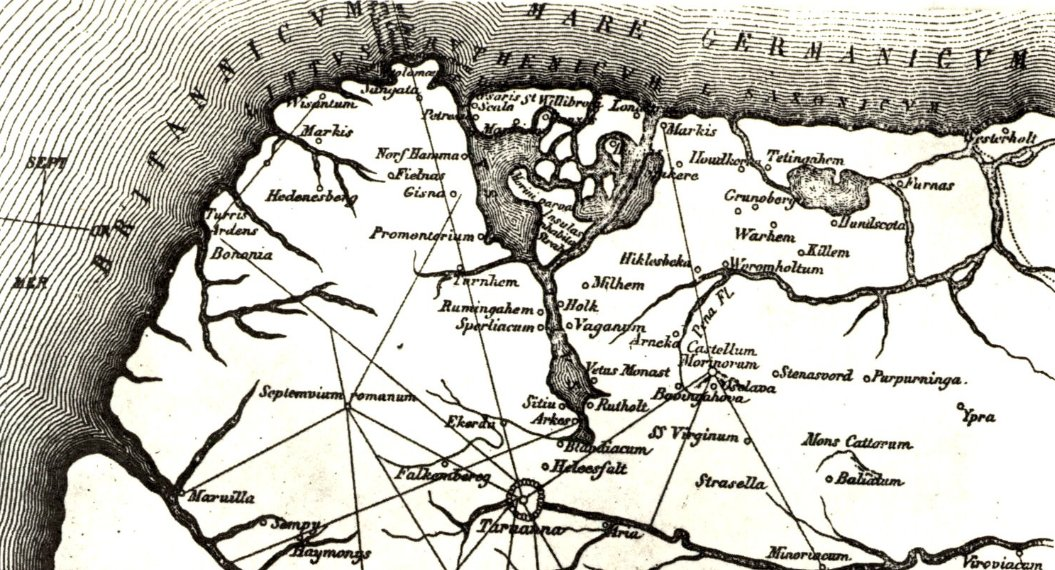
Carte de l'ancien golfe de l'Aa dans l'Antiquité (copie d'un plan du XVIIe siècle) : l'Aa alimentait alors un vaste complexe de zones humides, au nord de Thérouanne, qui était le centre administratif, religieux et politique de la région.

L'occupation humaine dans la vallée de l'Aa est attestée par les nombreux objets retrouvés lors de fouilles archéologiques.

L'Homme semble y avoir côtoyé (et peut-être exterminé) une riche faune ; Courty à propos d'une grande abondance d'os de mammouths trouvés dans la vallée entre Arques et Blendecques écrivait en 1916 : « l'abondance des ossements d'éléphants (mammouths) accumulés dans un même point des alluvions de la Garenne (entre Blendecques et Arques), permet de supposer que le courant de l'Aa a dû ainsi les charrier dans une anse à la faveur d'un remous ». Il ajoute qu'« en creusant les ballastières d'Arques (devenues l'étang de Malhove) par des excavateurs, on a trouvé dans le cailloutis des ossements de Rhinoceros tichorhinus (rhinocéros laineux), Rangifer tarandus (renne), Cervus elaphus (cerf élaphe), Bison priscus (bison), Equus caballus (cheval), etc., etc. ».
Ainsi  une occupation préhistorique est prouvée par divers silex taillés sur les plateaux d'une vallée qui a été fréquentée par de nombreux mammouths.

### Au temps des Celtes
On trouve des traces plus récentes des Gaulois : la tribu des Morins a succédé aux gallo-celtes qui occupaient le site, avant d'être eux-mêmes chassés par les Ménapiens. Au Ier siècle av. J.-C., la mer envahit la plaine maritime dans le delta de l'Aa (transgression marine).

### La conquête romaine
Lors de la conquête de la Gaule par Jules César, la région se soumet aux Romains après deux ans de combats. L'Aa formait en aval d'Arques (Arkes) une cuvette puis un golfe appelé Sinus Itius, où César pourrait avoir construit quarante navires in Meldis[source secondaire nécessaire].

### Sous les Francs
Les Romains sont chassés au Ve siècle par les Francs, qui occupent la rive orientale de l'Aa. Ainsi se créée une frontière sur la vallée de l'Aa, qui se perpétuera entre Comtés de Flandre et d'Artois, Royaume de France et Pays-Bas Espagnols, et aujourd'hui entre Nord et Pas-de-Calais. L'Aa a aussi longtemps été la frontière linguistique entre parlers germaniques et romans, flamand et français. Du IVe siècle au VIIIe siècle, la transgression marine Dunkerque I envahit de nouveau l'estuaire de l'Aa.

### Les raids vikings
Dunkerque est en développement sur les dunes, au large des côtes à travers le marais estuarien de Bergues. Gravelines devient un port plus tard. Les Vikings utilisent le cours élargi de l'Aa pour dévaster la région, notamment les abbayes. Ainsi l'abbaye Saint-Bertin à Sithiu (Saint-Omer) est attaquée en 860, les navires scandinaves auraient même mouillé au pied des murs de l'abbaye.

### Au Moyen Âge
Au VIIe siècle, les eaux de l'Aa serpentaient dans la cuvette audomaroise, pour se rejoindre près du site d'accostage de Saint-Momelin. Entre 795 et 804, l'abbé de Saint-Bertin, Odland, canalise une partie des eaux de l'Aa pour former la Haute Meldyck, qui se jetait ensuite en aval du château d'Arques dans la Basse Meldyck (ou Aa proprement dite). Une dernière transgression marine a lieu entre 950 et 1100, réduisant les efforts humains pour maîtriser le cours du fleuve et assécher les marais. En 1114, le comte Baudouin VII de Flandre creuse un « fossé neuf », qui est un long fossé fortifié reliant l'Aa à la Lys et trois ponts pour le traverser, chacun surveillé par des soldats. Ce fossé deviendra le futur canal de Noeufossé qui reliera la Lys à la mer.
La vallée de l'Aa, par sa position de frontière, va faire l'objet d'innombrables combats entre Anglais, Espagnols, Flamands et Français du Moyen Âge jusqu'à la Renaissance.
De 1475 à 1499, il y eut la production d'un dessin aquarellé à la plume  sur un rouleau de papier, qui se nomme le rouleau d'Aa. De plus de trois mètres de long (292 × 3 260 mm), il y figure le cours de la rivière Aa depuis l'abbaye de Saint-Bertin jusqu'au pont de Gondardenne à la fin du XVe siècle.

### De la Renaissance à nos jours
Le traité de Nimègue en 1678 fixe la frontière de la France au Nord. En 1774 est mise en service la déviation de Saint-Omer qui permet de relier la partie canalisée de l'Aa avec le canal de Neufossé. Les positions fortifiées le long de l'Aa seront réutilisées lors des campagnes révolutionnaires de 1793-1794. La mise au gabarit Freycinet (300 tonnes) du canal de l'Aa a lieu vers 1887.
Au début du XXe siècle, le régime  de l'Aa à Saint-Omer était encore très « palustre » ; Courty décrit en 1916 les bas-fonds de Saint-Omer comme encore « couverts de joncs et carex », et rappelle que « Clair » signifiait autrefois "ancienne tourbière" (cf. Nom de Clairmarais).

Le même Courty (1916) évoque encore l'existence d'anciennes iles flottantes qui existaient encore un siècle plus tôt.
L'écrivain H. Piers y avait consacré une notice vers 1829 ou 1830  (« Les îles flottantes sont à une petite lieu du nord-est de Saint-omer ; elles étaient couvertes d'arbrisseaux grands et touffus, mais qu'on empêchait de s'élever assez pour donner trop de prise au vent...Les unes offraient des ronds fort régulers ; les autres ressemblaient à des étoiles ou pattes d'oie.. ». Claude Dausque (de Saint-Omer) avait avant cela publié un traité sur les îles flottantes : Terra et aqua seu terrae flotantes. tornaci Nerviorum, 1633, également mentionnées dans De connubiis florum, imprimé dans Botanicon parisiense, de Vaillant, Leyde, 1727.
La vallée n'est pas loin de la ligne de front, et subit quelques dégâts durant la Première Guerre mondiale.
Lors de la Seconde Guerre mondiale, pendant l'opération Dynamo, les chars allemands établissent six têtes de pont sur l'Aa le 24 mai 1940, prenant au piège un million de soldats alliés.
Après la guerre, le canal de Neufossé est mis au gabarit européen (1 350 tonnes) dans les années 1960.

## L'Aa aujourd'hui

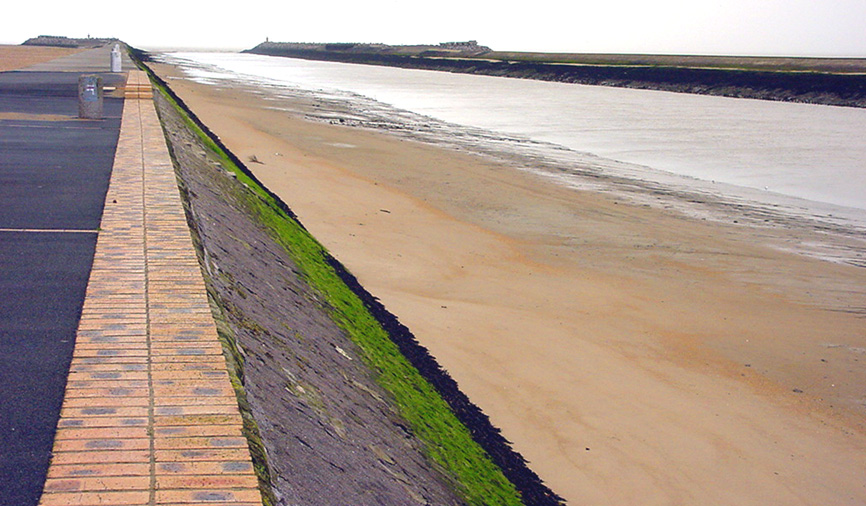
Estuaire de l'Aa, endigué et artificialisé, à Grand-Fort-Philippe.

Autrefois écologiquement très riche, l'Aa a été sur son cours moyen, durant une décennie environ (1985-1995), l'une des rivières les plus polluées de France notamment entre Blendecques et l'aval de Saint-Omer, et de façon moindre jusqu'à Gravelines ensuite. Même si quelques poissons migrateurs (dont anguilles et quelques lamproies) arrivaient encore à franchir ce « bouchon » pollué, cette pollution avait un important effet de fragmentation écologique. Les anciens barrages n'étant plus entretenus, certains bras ayant été tubés ou comblés, le niveau et le volume d'eau de la rivière diminuaient fortement à l'étiage, ce qui concentrait fortement la pollution de la rivière. En été, elle était littéralement devenue un égout à ciel ouvert sur certains tronçons où ne survivaient que quelques sangsues et localement des tapis de larves de chironomes et de tubifex (bioindicateur d'une très mauvaise qualité d'eau).
Cette situation s'est considérablement améliorée au cours des années 1990, avec l'aide de l'Agence de l'Eau, du parc naturel régional Audomarois (devenu Cap et Marais d'Opale, après sa fusion avec le PNR du Boulonnais) et d'ONG environnementales, mais dans le même temps les pollutions d'origines agricoles ont fortement augmenté.
L'Aa connaît aussi des problèmes importants d'inondations, probablement liés à l'imperméabilisation croissante, au drainage et aux pratiques agricoles, avec un record historique de crue (niveau record dépassé de 40 cm à Esquerdes). La partie amont est plus naturelle, et la partie avale peut être considérée comme  « masse d'eau artificielle » par la partie canal à grand gabarit et comme « masse d'eau fortement modifiée » (masse d’eau de surface qui, par suite d’altérations physiques dues à l’activité humaine, est fondamentalement modifiée quant à son caractère).
Le canal de l'Aa, situé sur l'axe fluvial Dunkerque-Escaut est l'objet de travaux de mise à gabarit rhénan (type Va de 3 000 tonnes).

## Aménagements et écologie

### Patrimoine

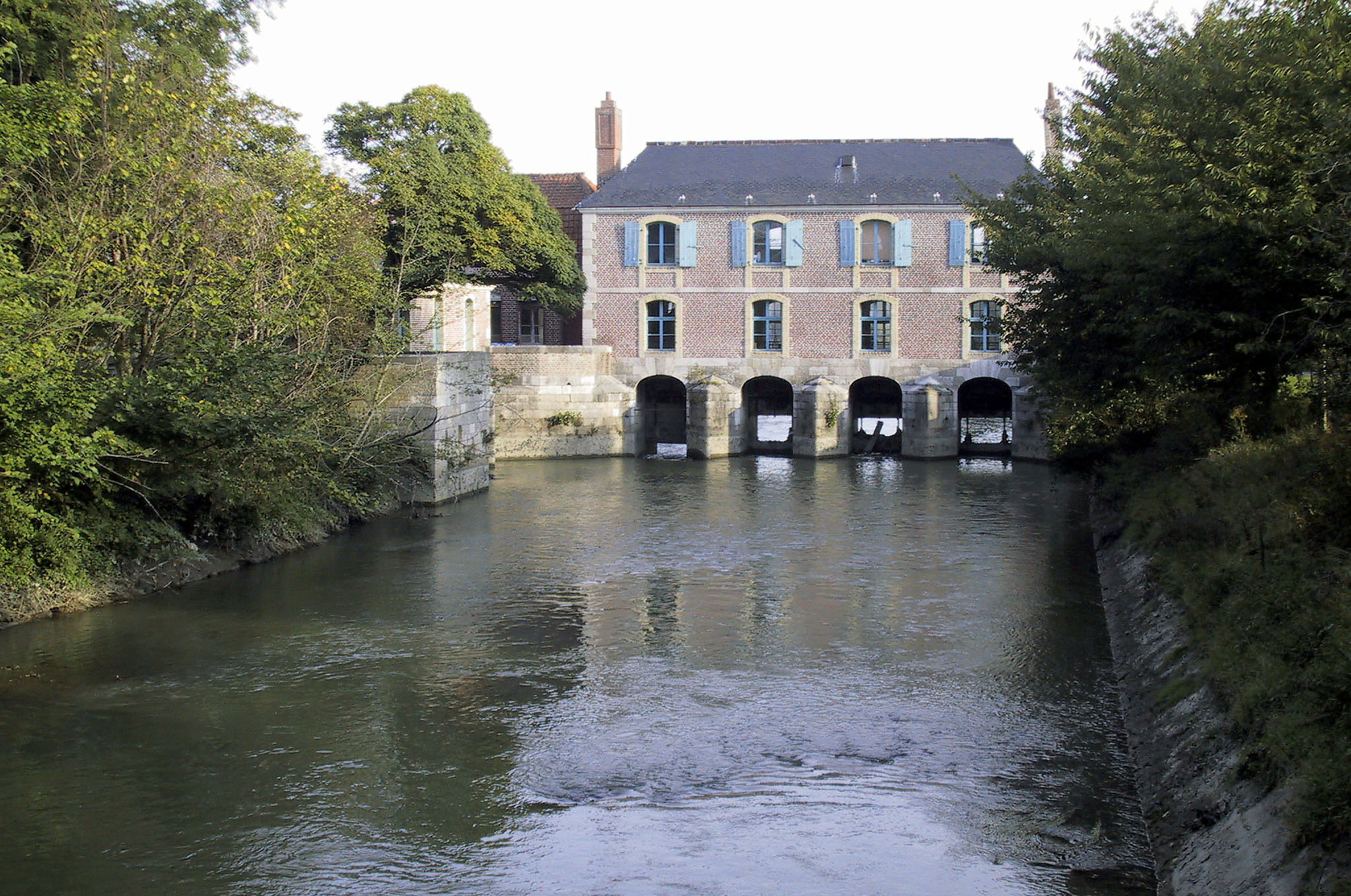
Le Grand Vannage d'Arques.

Tout au long de son cours, l'Aa dévoile un important patrimoine, témoin de son riche passé et de l'activité humaine.
De Bourthes à Arques, on comptait au XIXe siècle près d'une centaine de moulins à eau, beaucoup ayant disparu. À Arques, l'Aa séparée en Haute et Basse Meldyck à Blendecques traverse la ville, la Haute Meldyck passant au pied du château. L'ascenseur à bateaux des Fontinettes, unique en France, permettait de franchir un important dénivelé entre le bassin de l'Aa et celui de la Lys. Mondialement connue pour sa cristallerie, Arques possède aussi sur son territoire le Grand Vannage (1782), bâtiment de régulation des eaux de l'Aa, et aujourd'hui Maison du parc naturel régional des Caps et Marais d'Opale.
Saint-Omer dont l'histoire est intimement liée à l'Aa (Sithiu au fond de l'ancien golfe de l'Aa, et une des villes les plus peuplées d'Occident au XIIe siècle avec 35 000 habitants), dévoile un patrimoine historique et architectural important : les ruines de l'abbaye Saint-Bertin que longe la Haute Meldyck, la cathédrale Notre-Dame au sommet du mont Sithiu, les vestiges de l'abbaye Sainte-Colombe de Blendecques, les anciens remparts qu'entouraient les eaux de l'Aa, et la gare située le long du canal. Les faubourgs du Haut-Pont et Lysel sont les témoins de l'activité humaine de maîtrise des eaux.

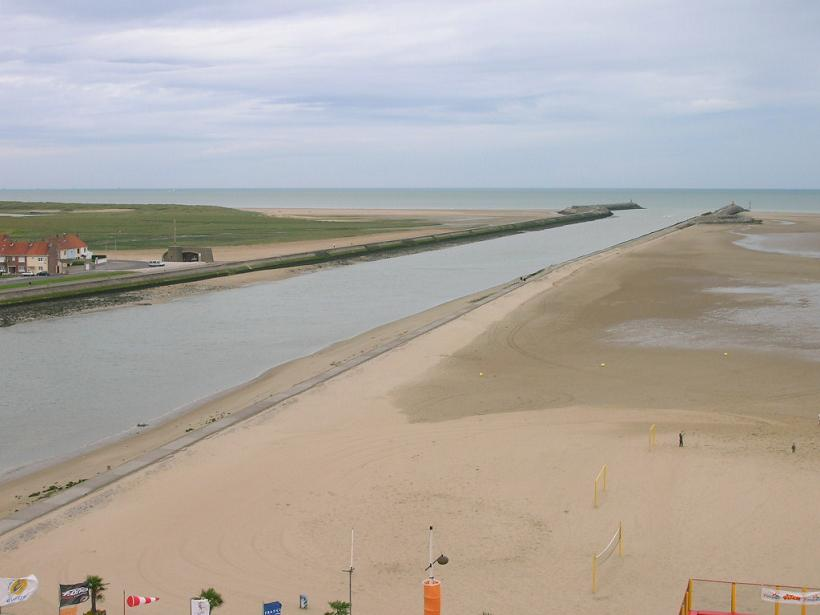
Le chenal de Gravelines.

Le marais audomarois jusqu'à Watten et Éperlecques possède un patrimoine naturel et humain remarquable. À l'origine la dépression de Clairmarais, envahie plusieurs fois par les eaux, est mise en valeur entre le Xe siècle et le XIIe siècle, grâce à l'assèchement des marais par un réseau de près de 500 fossés ou watergangs. À Clairmarais, il reste peu de vestiges de l'ancienne abbaye. La réserve naturelle nationale des étangs du Romelaëre dévoile la grande biodiversité du site. À Watten, la tour (XVe siècle) de l'ancienne abbaye et le moulin de 1731 entourés d'anciennes fortifications du XVIIe siècle surplombent la vallée. En face, la colline d'Éperlecques accueille un blockhaus construit en 1943 par l'armée allemande pour servir au lancement de fusées V2.
Arrivée dans la Plaine maritime flamande, l'Aa canalisée rejoint Gravelines, ville fondée au XIIe siècle par le comte de Flandre Thierry d'Alsace. C'était l'avant-port des bourgeois de Saint-Omer, jusqu'à l'ensablement de l'estuaire au XIIIe siècle. La cité est connue pour ses remparts et ses nombreux ouvrages militaires remaniés par Vauban au XVIIe siècle, son château ou arsenal du XVIe siècle, son église Saint-Willibrord édifiée en 1598, et son beffroi de 1827 inscrit sur la liste du patrimoine mondial de l'UNESCO depuis 2005.

### Activités
L'activité agricole se caractérise par la polyculture et l'élevage bovin dans la Haute Aa, par le maraichage et l'horticulture aux portes de la ville de Saint-Omer et dans le marais audomarois, et par l'agriculture extensive dans la plaine maritime.
L'activité industrielle de la vallée de l'Aa comprend :
- la papeterie dans la Haute Aa, notamment à Esquerdes où la Maison du Papier, érigée sur l'ancien moulin de Confosse et sa roue de 7 tonnes, retrace l'histoire de l'industrie du papier dans la vallée ; on y trouve aussi l'ancienne Poudrerie nationale, créée au XVIIe siècle autour de deux moulins à eau ;
- la cimenterie sur la commune de Lumbres ;
- l'économie de la ville de Saint-Omer s'est développée autour de l'eau et de l'activité administrative (tribunal, cour d'assise et chambre de commerce) ;
- la verrerie cristallerie Arc International, située à Arques, s'est installée à proximité du canal de Neufossé ;
- l'installation de la centrale nucléaire de Gravelines, qui a complètement métamorphosé la physionomie de la ville et définitivement dégradé le paysage côtier avoisinant le chenal peint par Georges Seurat ; environ 300 entreprises sont implantées sur la commune, dont Aluminium Dunkerque et Aquanord (ferme aquacole).

### Environnement

Épisodes de pollution
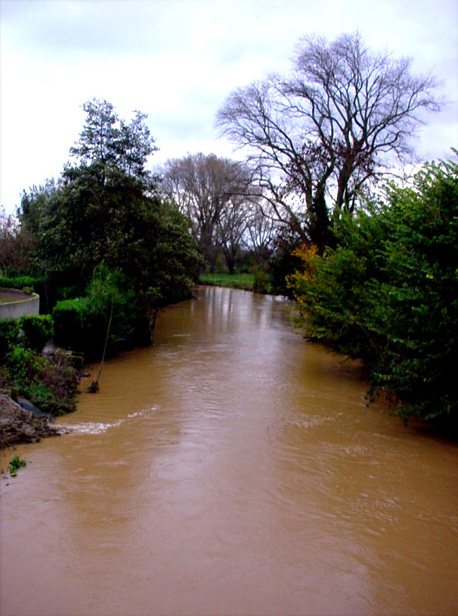
1995-2005 : turbidité et eutrophisation d'origine agricole augmentent alors que les pollutions industrielles et urbaines ont été en grande partie traitées.
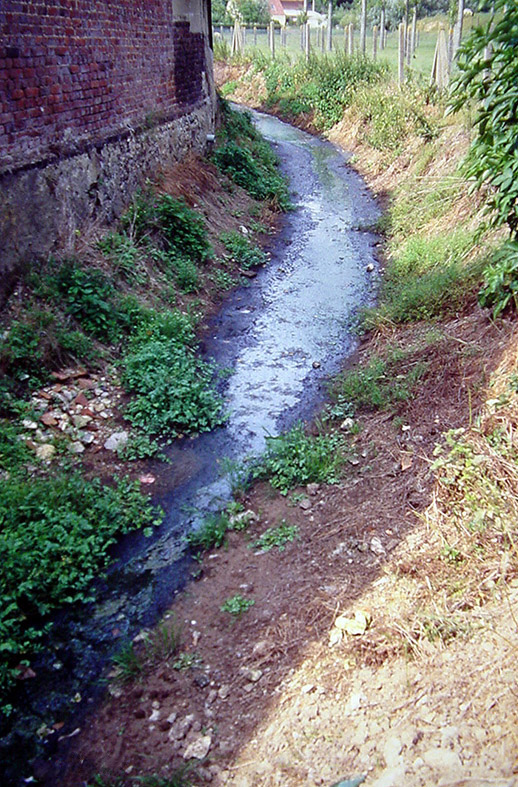
Les années sèches aggravent la pollution du cours supérieur de l'Aa.
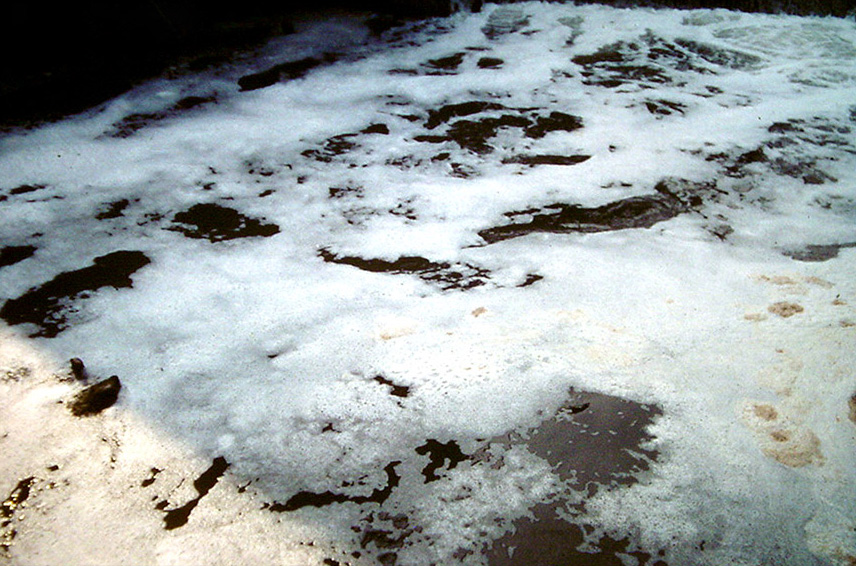
De 1985 au début des années 1990, la pollution est chronique de Blendecques à Saint-Omer. L'Agence de l'eau y enregistre des records d'anoxie (ici à Blendecques, en septembre 1990).
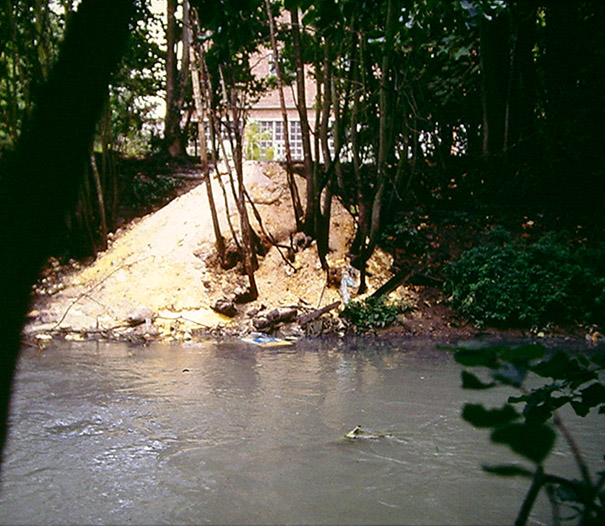
Pollution par rejet de chapelure dans l'Aa, Blendecques, 1990.
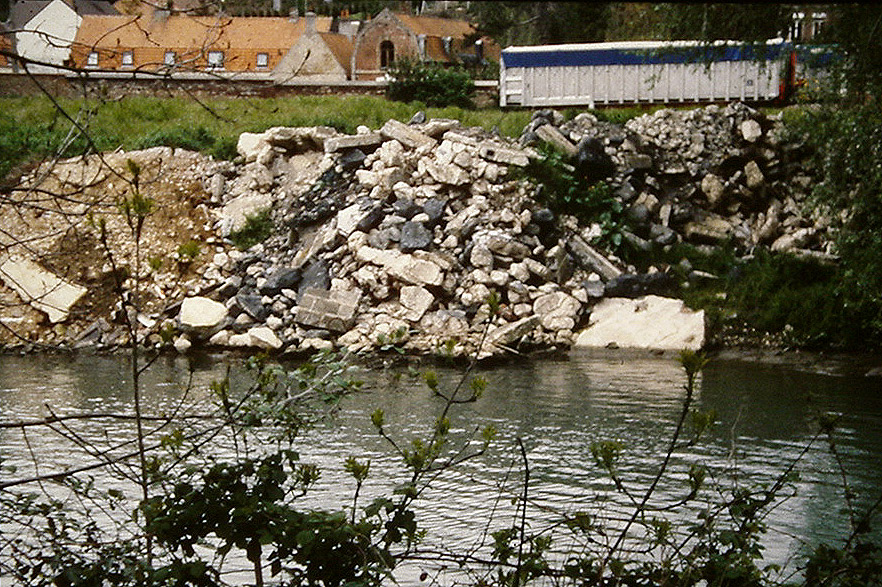
Restauration inappropriée des berges (aval de Lumbres).
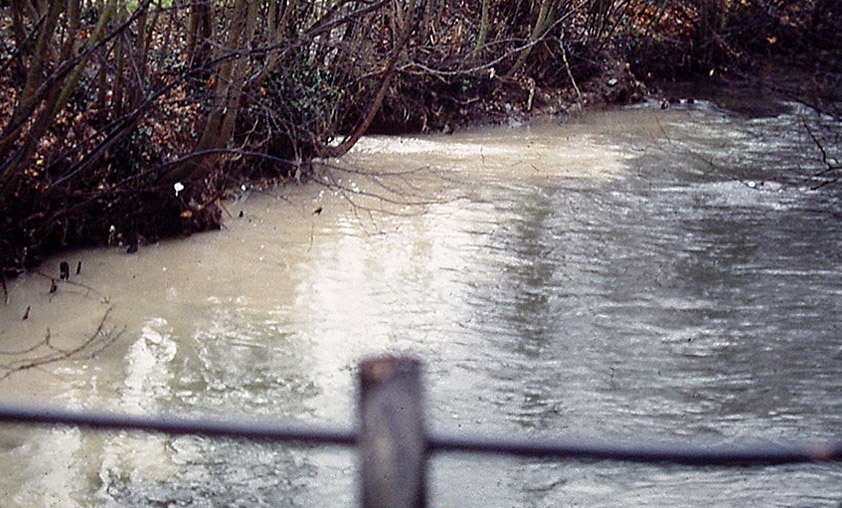
Rejet polluant d'une papeterie à Blendecques.
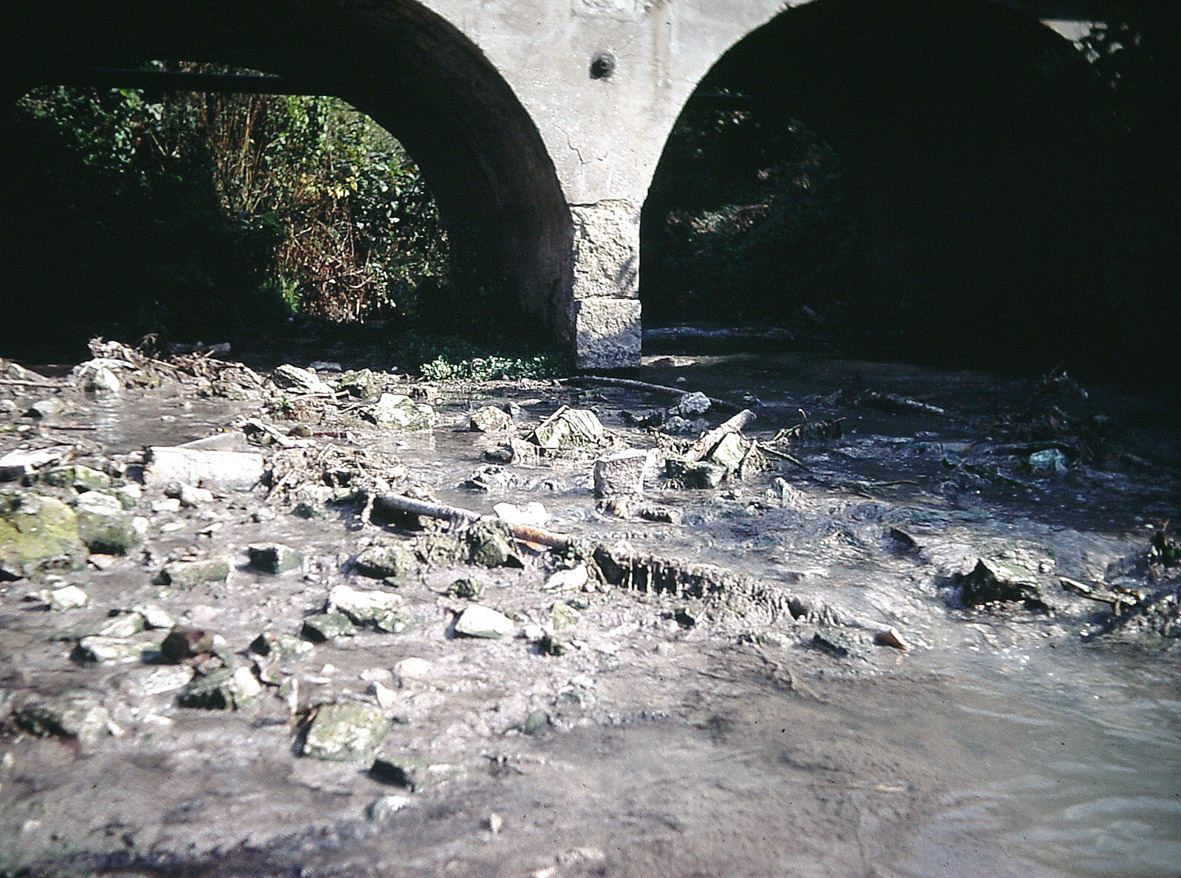
Baisse estivale de niveau à Blendecques ; concentration de la pollution (été 1989).
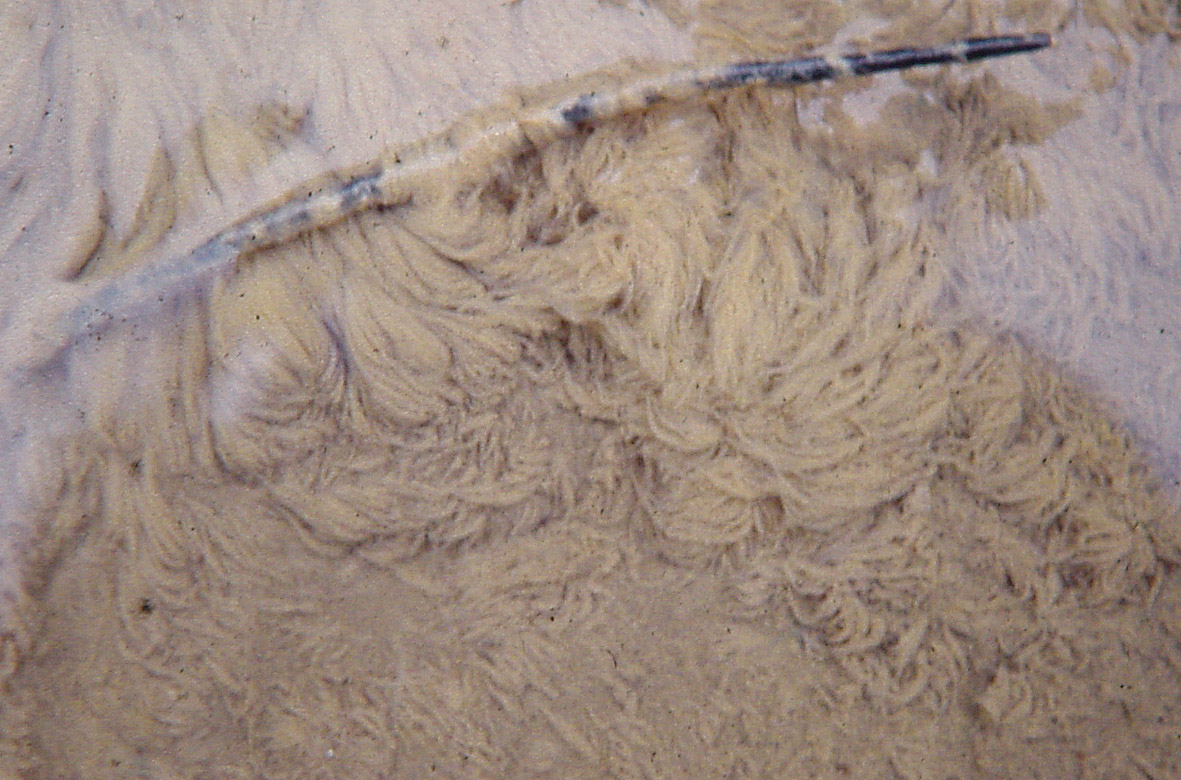
Filasse bactérienne (pollution papetière, ici à Blendecques, au début des années 1990).
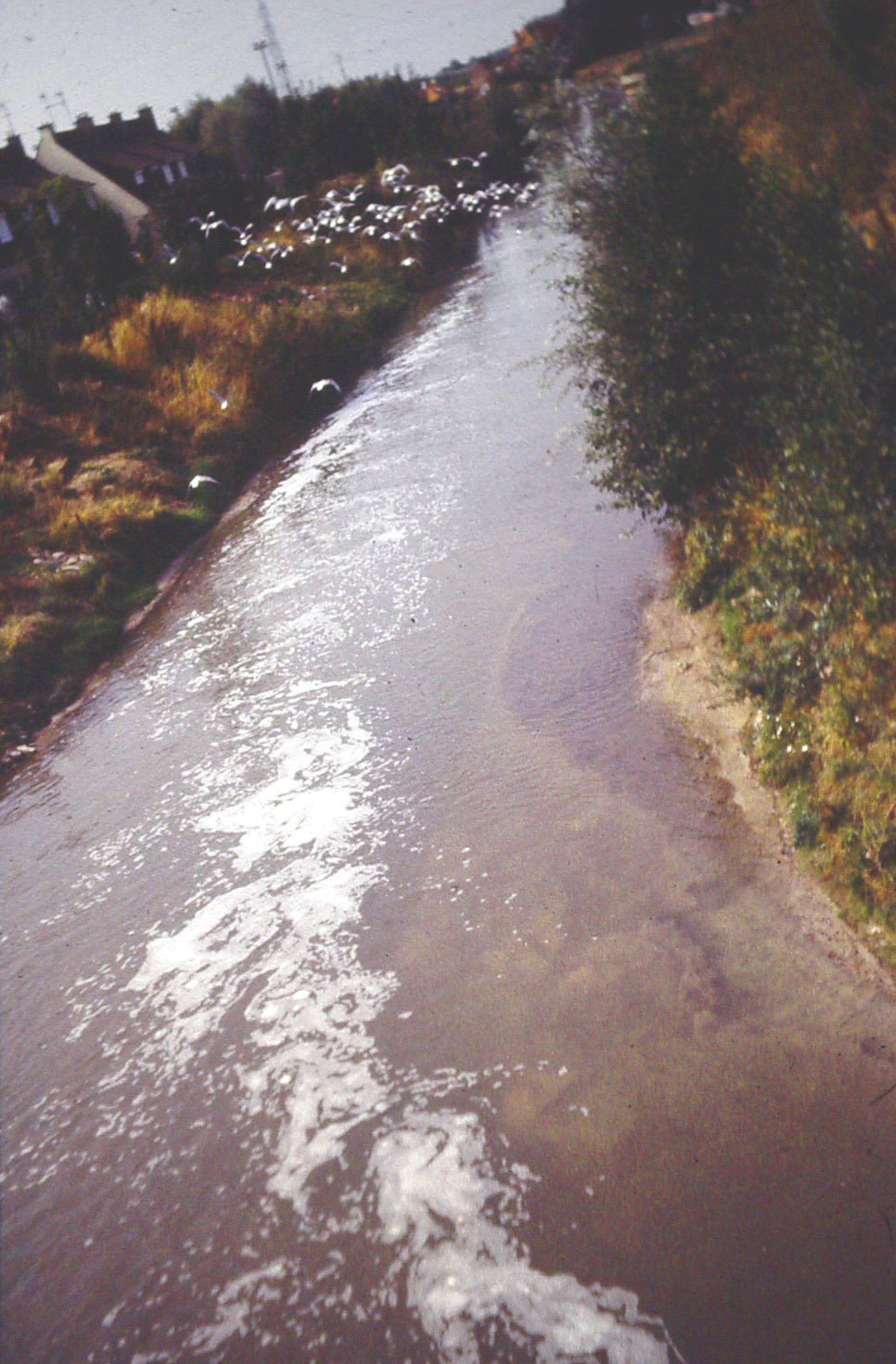
Fin des années 1980, l'Aa est gravement polluée de Blendecques à Gravelines.
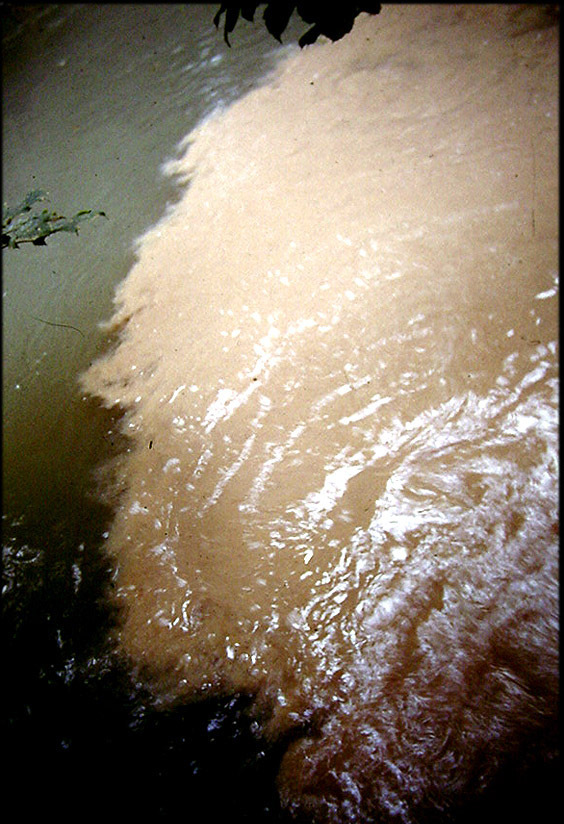
Effluents rejetés dans l'Aa par une papeterie (Blendecques, octobre 1990). C'est ici que commence la pullulation des bactéries filamenteuses, qui se poursuit sur 10 km environ.
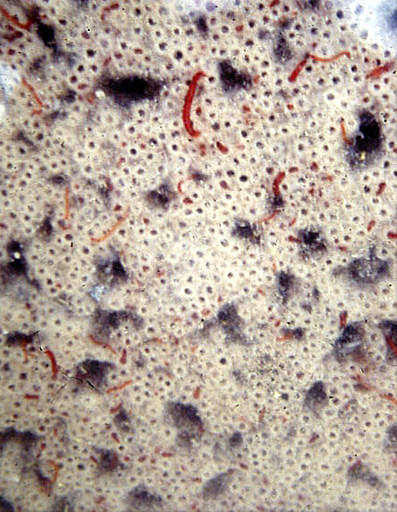
Années 1980 ; fond tapissé de larves de chironomes entre Blendecques et Arques.
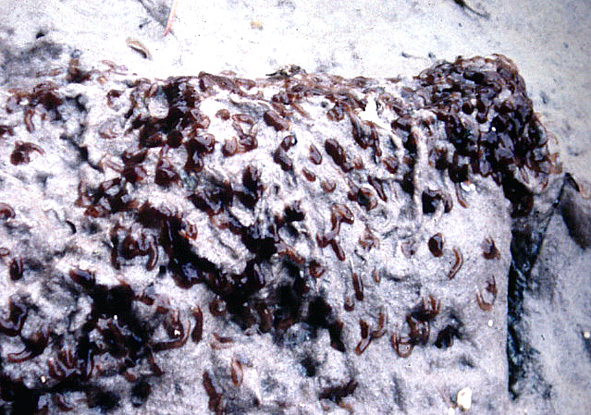
Pontes de chironomes sur filasses bactériennes exondées à la suite d'une baisse de niveau.
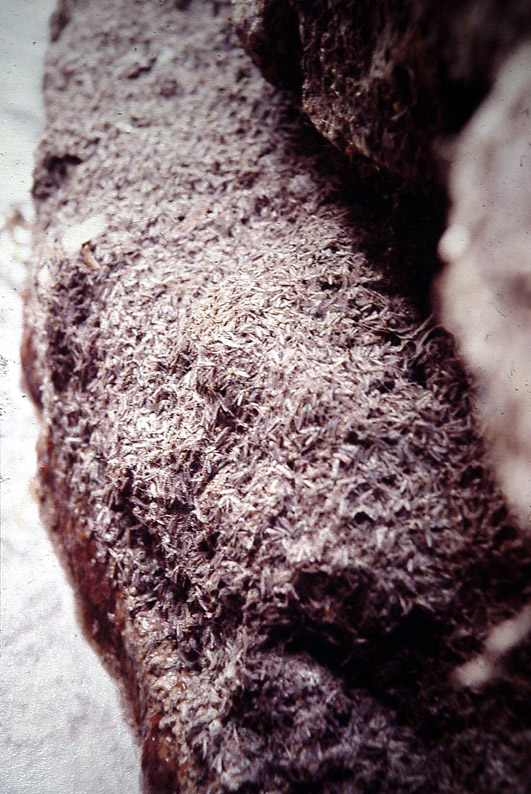
Millions d'exuvies de Chironome plumeux sur les berges polluées de l'Aa (années 1985-1995, ici à Blendecques).
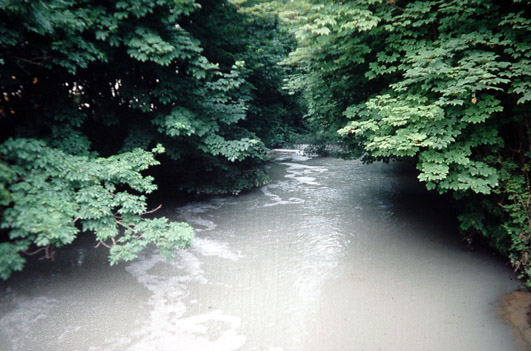
Épisode de pollution industrielle, blanchissant l'eau. La situation s'est améliorée avec la construction de deux stations d'épuration (1978, puis 1989).
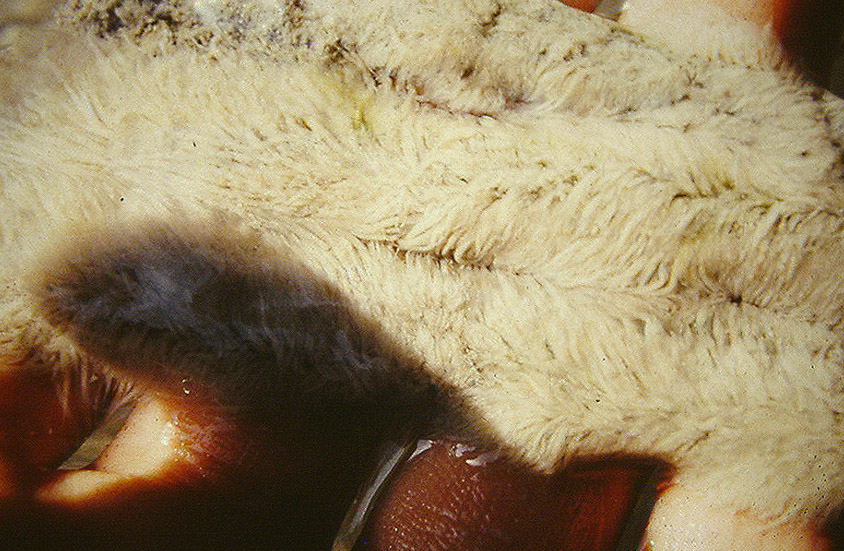
Bactéries filamenteuses pullulant et asphyxiant les feuilles de rubanier, Blendecques, vers 1990[24].
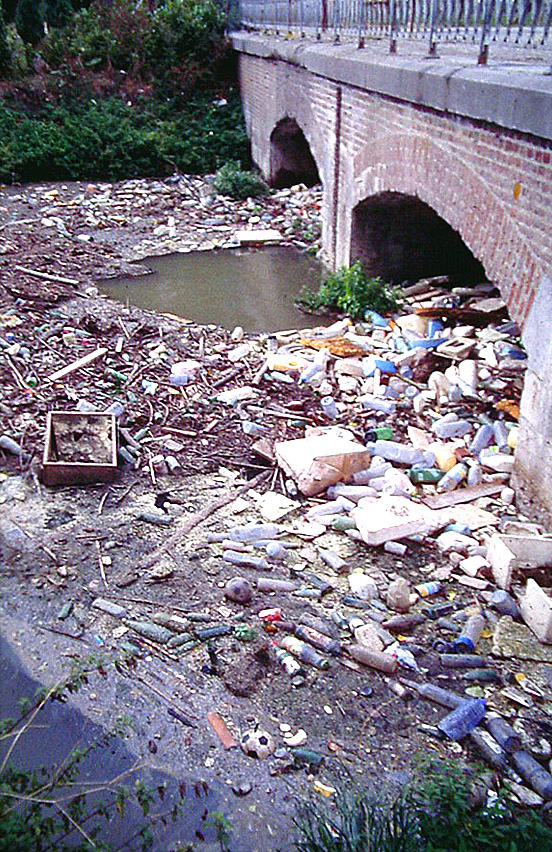
Accumulation de macro-déchets devant le siphon où l'Aa passe sous le canal de Noeufossé à Arques (29 septembre 1996).
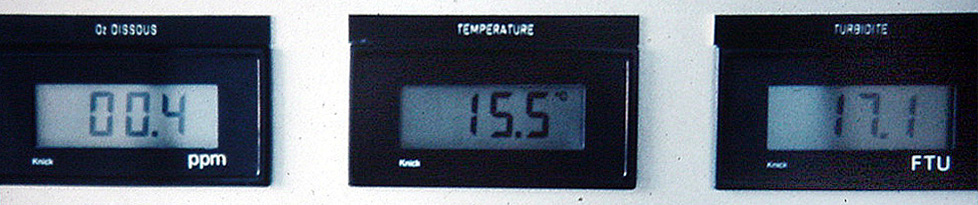
Record de pollution (fin des années 1980 - début des années 1990 : le taux d'oxygène de cette ancienne rivière à salmonidés était souvent (de jour), de 0,1 à 0,5 ppm, au lieu de 8 ppm au minimum (ici à Blendecques, en centre-ville, après le dernier rejet de papeterie. Une seconde station d'épuration et un atelier de désencrage amélioreront très nettement la situation dans les années 1990-2000.

La vallée de l'Aa, bordée de coteaux calcaires et encastrée entre deux plateaux acides autrefois d'une richesse écologique exceptionnelle et couverts de landes acides à bruyères et d'une zone humide perchée (paratourbeuse, à sphaignes) était et reste d'une grande richesse naturelle et paysagère.
Elle est à ce titre classée ZNIEFF et pour partie en zone de parc naturel régional. En mesure compensatoire au passage d'une route sur le plateau d'Helfaut, quatre réserves naturelles volontaires ont été créées dans les années 1990, devenues réserves naturelles régionales, qui s'ajoutent à la réserve naturelle du Romelaere près de Saint-Omer et à une réserve sur les coteaux calcaires de Wavrans plus en amont.
La rivière était autrefois riche en truites et saumons. Au XIXe et au début du XXe siècle, on y trouvait parmi les plus grosses truites de mer de France, ce qui pourrait être dû aux moulins à farine qui rejetaient dans la rivière leurs déchets de meuneries riches en vers de farine. Les anguilles remontaient nombreuses jusqu'à la source. Si le castor y a disparu prématurément, la loutre était encore présente au début des années 1940.
En raison de plusieurs rejets industriels et urbains, cette rivière a été dans les années 1980 l'une des plus polluées de France. L'Agence de l'eau y a mesuré à Blendecques des taux d'oxygène parmi les plus bas de France, difficilement en raison du fait que les bactéries filamenteuses colmataient les systèmes autonettoyants de la station automatique d'analyse. En été à Saint-Omer, des nuages de moustiques chironomes plumeux s'élevaient autour de la rivière et parfois les chats pouvaient la traverser en marchant sur l'eau, ou plus précisément sur une croûte durcie de bactéries et de pâte à papier séchée par le soleil.
À partir des années 1990, avec l'aide de l'Agence de l'eau et la mise en place d'un contrat de rivière qui s'est transformé en schéma d'aménagement et de gestion des eaux (SAGE), la situation s'est nettement améliorée concernant les rejets industriels et urbains. Ce sont maintenant les pollutions agricoles (engrais, pesticides), les inondations et l'érosion induites, et la turbidité qui en découle, qui posent problème.
La vallée de l'Aa abrite plusieurs corridors biologiques d'importance régionale, et constitue à ce titre un axe important de la trame verte et bleue régionale.
Sur l'Aa amont, autrefois botaniquement et phytosociologiquement très riche, la sécheresse a tari à plusieurs reprises (1976, 1996, 2003, …) les sources de la rivière. Dans ces conditions, les polluants se concentrent, d'autant que la plupart des petits barrages ne sont plus fonctionnels et que le castor n'existe plus pour faire ses barrages retenant l'eau.
Le cours d'eau est navigable en aval de Saint-Omer et Arques où il est connecté au canal de Neufossé par une écluse géante. Celle-ci permet de franchir 13 mètres de dénivelé. Elle a remplacé l'ascenseur à bateaux des Fontinettes qui a fonctionné jusqu'en 1967.
Il est concerné par deux schémas d'aménagement et de gestion des eaux, celui de l'Audomarois pour sa partie amont et celui du delta de l'Aa pour son cours aval. Des enjeux importants de solidarité existent sur ce territoire, car la Flandre maritime ne dispose pas de ressources en eau. Elle tire son eau de quatre captages : l'un situé à Guînes qui alimente le secteur de Calais, celui de Louches qui alimente la communauté de communes de la région d'Audruicq et trois captages situés dans l'Audomarois qui alimentent le Dunkerquois. En période de sécheresse, de l'eau est prélevée aussi dans la Houle, dans le marais audomarois, pour le Dunkerquois.

### Qualité de l'eau
Après une forte dégradation dans les années 1970-1990, des progrès ont été constatés entre Wizernes et Saint-Omer, mais au début des années 2000, la qualité de l'eau reste encore très médiocre dans la partie aval du cours. Selon l'annuaire de la qualité de l'eau (2008), contrairement aux cas des autres grands bassins versants du Bassin Artois-Picardie, le nombre de stations en bonne qualité n'a pas augmenté en 2008 pour les bassins de l’Aa (et pour celui de l’Yser).
La partie amont de la rivière (hors pollution observée le 28 mai 2008 après une forte pluviométrie) s'est améliorée.
L'Aa canalisée s’est améliorée à Ruminghem, devenu « passable » de Saint-Momelin à Saint-Folquin. Inversement, plus en amont, le Bléquin, important affluent de l'Aa a perdu une classe de qualité principalement en raison d'une augmentation de la turbidité.